# La Merlatière
La Merlatière är en kommun i departementet Vendée i regionen Pays de la Loire i västra Frankrike. Kommunen ligger i kantonen Les Essarts som tillhör arrondissementet La Roche-sur-Yon. År 2022 hade La Merlatière 1 010 invånare.

## Befolkningsutveckling
Antalet invånare i kommunen La Merlatière
| Referens: INSEE |